# Hemiocnus insolens
Hemiocnus insolens is een zeekomkommer uit de familie Cucumariidae.
De wetenschappelijke naam van de soort werd in 1886 gepubliceerd door Johan Hjalmar Théel.